# 雷丰托拉
雷丰托拉是葡萄牙波尔图区的一个堂区。总面积3.52平方公里，总人口1974人，人口密度560.8人/平方公里。